# Roswitha Doerig

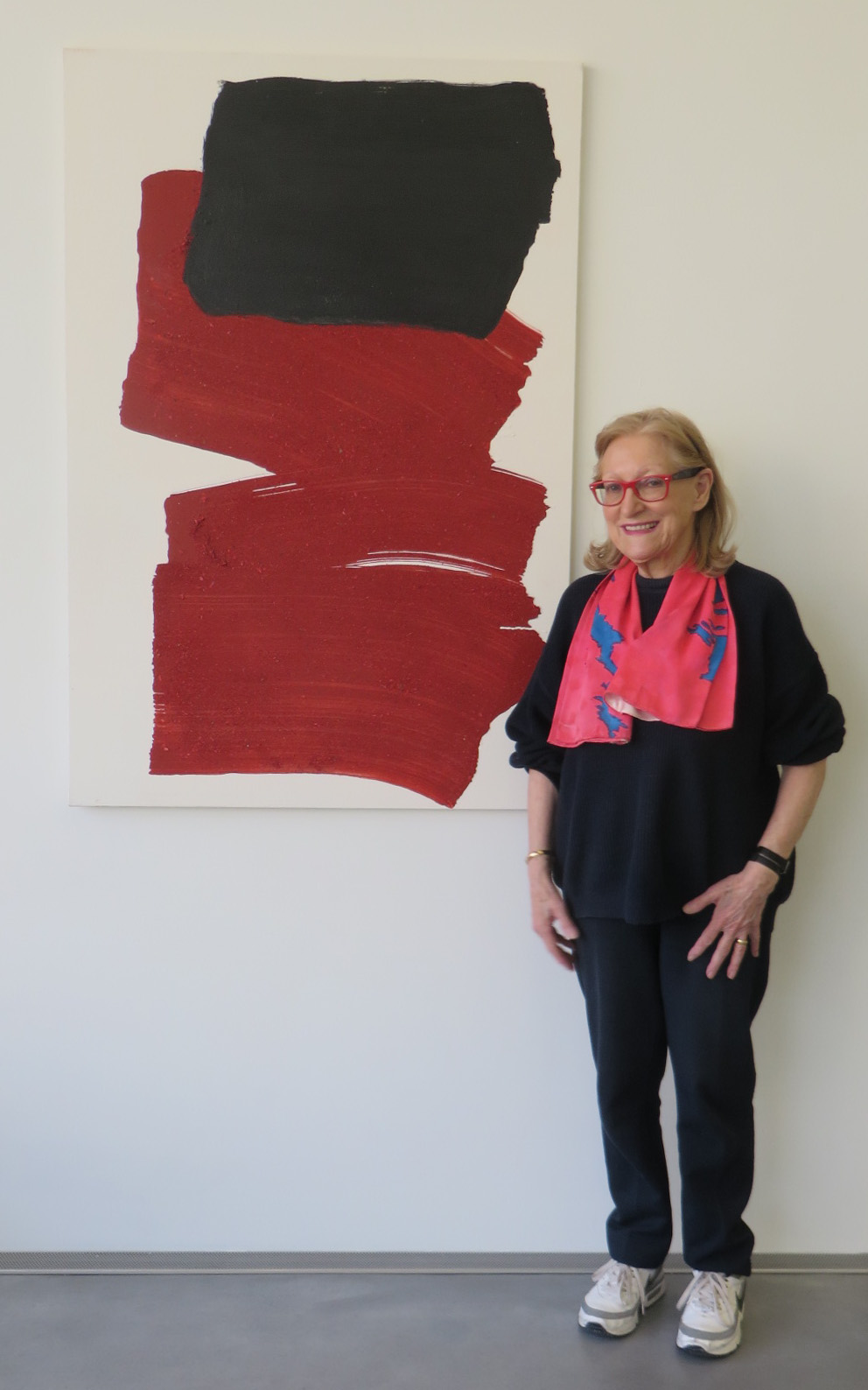
Roswitha Doerig in der Kunsthalle Ziegelhütte Appenzell, April 2016, vor ihrem Bild Trio 2015

Roswitha Lemeslif Doerig (* 25. August 1929 in Appenzell; † 27. Februar 2017 in Paris; heimatberechtigt in Appenzell) war eine Schweizer Kunstmalerin aus dem Kanton Appenzell Innerrhoden. 1996 erhielt sie als erste Frau den Innerrhoder Kulturpreis.

## Leben
Roswitha Doerig war die Tochter des Textilzeichners Johann Albert Dörig und der Maria Emilia Gehr. Sie wuchs mit sieben weiteren Geschwistern in Appenzell auf, wo sie auch die Primarschule besuchte. Als Tochter «aus gutem Hause» konnte sie das katholische Internat Ste-Agnés in Freiburg i. Ue. besuchen. Es folgte ein erster Auslandaufenthalt in einer Klosterschule in Mittelengland. In die Schweiz zurückgekehrt, liess sie sich den Eltern zuliebe als Kindergärtnerin ausbilden und arbeitete anschliessend in einer Kinderkrippe in Genf. Um ihren langgehegten Wunsch, Kunstmalerin zu werden, in die Tat umzusetzen, besuchte sie kurz die Kunstgewerbeschule in St. Gallen. Mit 18 Jahren absolvierte sie einen zweiten Englandaufenthalt und besuchte in London die Kunstschule Heatherley Art School, wo vor ihr auch Franz Kline tätig gewesen war.
1955 wanderte Roswitha Doerig in die Vereinigten Staaten aus, wo sie zunächst kurz im Haushalt der Familie der Brauereidynastie Busch in St. Louis tätig war. Es folgten Kurse für Theaterdekoration und Bühnenbilder an der Columbia University in New York. Zurück in Europa folgte ab 1957 für sieben Jahre das Studium an der École nationale supérieure des beaux-arts in Paris in den Fächern Malerei, Fresko, Glasmalerei und Lithografie. In Paris nahm sie dauerhaft Wohnsitz und heiratete 1965 Serge Lemeslif, einen bretonischen Architekten. Der Verbindung entspross eine Tochter, welche in Appenzell lebt.
Ab den 1960er-Jahren machte sich Roswitha Doerig international einen Namen als abstrakte Kunstmalerin. Obwohl in Paris wohnhaft, kehrte sie mit ihrer Familie regelmässig nach Appenzell zurück, wo sie ein Bauernhaus erwarb. 1996 verlieh ihr die kantonale Stiftung Pro Innerrhoden den Innerrhoder Kulturpreis für ihre Rolle als Botschafterin für Appenzell in der Welt. Doerig wurde weiter geehrt als Invitée d’honneur («Ehrengast») in der Chapelle des Beaux-Arts in Paris und 2001 mit einer Einladung als Cultural Leader zum World Economic Forum in Davos. Sie verstarb mit 87 Jahren.

## Künstlerisches Werk
Schon als Kind hatte Roswitha Doerig Kontakt mit der Familie des Malers und Architekten Johannes Hugentobler. Der in der kirchlichen Malerei Bedeutung erlangende Maler Ferdinand Gehr war einer ihrer Onkel mütterlicherseits. Er beeinflusste Doerig früh durch die Farbwahl und Reinflächigkeit seiner Bilder. Doerigs frühes Schaffen war noch vorwiegend gegenständlich geprägt. Im Appenzeller Kontext malte sie Porträts und Landschaften.
Während ihrer künstlerischen Ausbildung in London, New York und Paris wurde Roswitha Doerig vertraut mit dem abstrakten Expressionismus, dem sie sich in der Folge zuwandte. Neben ihrer Ausbildung brachte sich Doerig viele Techniken als Autodidaktin bei. Das handwerkliche Können wurde Basis ihrer Malerei, sei es für Aquarelle, Ölmalerei, Kalligraphie mit Tuschmalerei oder Collagen.
Erste Arbeiten konnte Roswitha Doerig bereits während ihrer Zeit in New York 1954/1955 sowie in Paris 1959/1960 ausstellen. Eine erste Ausstellung in ihrer Heimat Appenzell entstand 1962. Ein frühes Hauptwerk sind 1968 die Glasfenster für die Kirche Saint-Paul in Nanterre (Frankreich). Roswitha Doerig suchte seither Ausdruck in Form, Farbe und Kombination in abstrakter Gestaltung als gestische Farbmalerin. Man kann ihr späteres Schaffen der Informellen Kunst zuordnen. Die Verhüllungsaktion von Christo und Jeanne-Claude Wrapped Pont Neuf in Paris beeindruckte Doerig, welche durch dieses Projekt dieses Künstlerpaar gut kennenlernte. Das Ehepaar Christo war zu dieser Zeit Gast von Lemeslif Doerig auf deren zum Wohn- und Partyschiff umgebauten Lastkahn auf der Seine.
Seit der Werkserie Bogota ab 1990 wagte Roswitha Doerig auch grossflächig zu malen. Die grössten Werke als Planen messen bis zu 180 Quadratmeter. Seit 1992 arbeitete sie im ehemaligen Atelier des Fotografen Man Ray an der rue Férou im Quartier Saint-Germain-des-Prés. Doerig scheute sich nicht, grosszügig die Farbe Schwarz einzusetzen. Sie erkannte darin keine Trauerfarbe. Kunst am Bau mit grossflächigen Wandmalereien und Teppichen wurde zu einem bevorzugten Tätigkeitsfeld von Roswitha Doerig. Auch die temporäre künstlerische Verhüllung von Baufassaden mit Planen gehörte dazu (in Paris und Vincennes).

## Ausstellungen (Auswahl)
- Paris: Galerie Diane de Polignac Roswitha Doerig: Sortir du cadre. Ausstellung vom 15. Juni bis 28. Juli 2023[9]
- Paris: Galerie Diane de Polignac Abstraites: Cinq femmes - cinq expressions artistiques. 2021 (8. März bis 16. April 2021).[10]
- Appenzell: Roth Tor, 2019 (9.–24. November 2019)
- Chur: Galerie Obertor, 2016/2017[11]
- Appenzell: Kunsthalle Ziegelhütte, 2016[12]
- Frauenfeld: Bernerhaus, Kulturstiftung des Kantons Thurgau, 2014
- Paris: Schweizer Botschaft, 2011
- Edlibach ZG: Lassalle-Haus, 2008/2009
- Garches, Frankreich: Roswitha Doerig, Peintures recentes, Hôtel de Ville, 2000
- Appenzell: Museum Appenzell, 1996
- Paris: L‘Orangerie du Sénat, 1997
- Freiburg im Üechtland: Ehrenhalle der Universität Fribourg, 1994

## Werke im öffentlichen Raum
- Aarburg: Bürogebäude Franke Holding, Wandbild 4 × 8 Meter, 2000
- Appenzell: 18 Meter langer Wandteppich in der Schalterhalle der Appenzeller Kantonalbank
- Appenzell: zwei Wandteppiche im Schulhaus Hofwiese
- Stuttgart: Staatsgalerie, Kunst am Bau, 1995
- Nanterre: Gestaltung der Glasfenster in der katholischen Kirche Saint-Paul, 1968

## Galerie

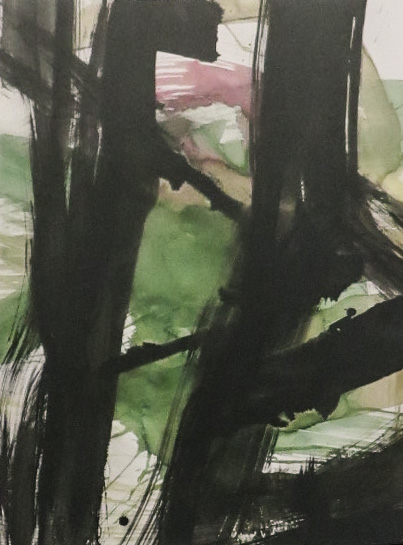
Frühling, Aquarelle, 1982
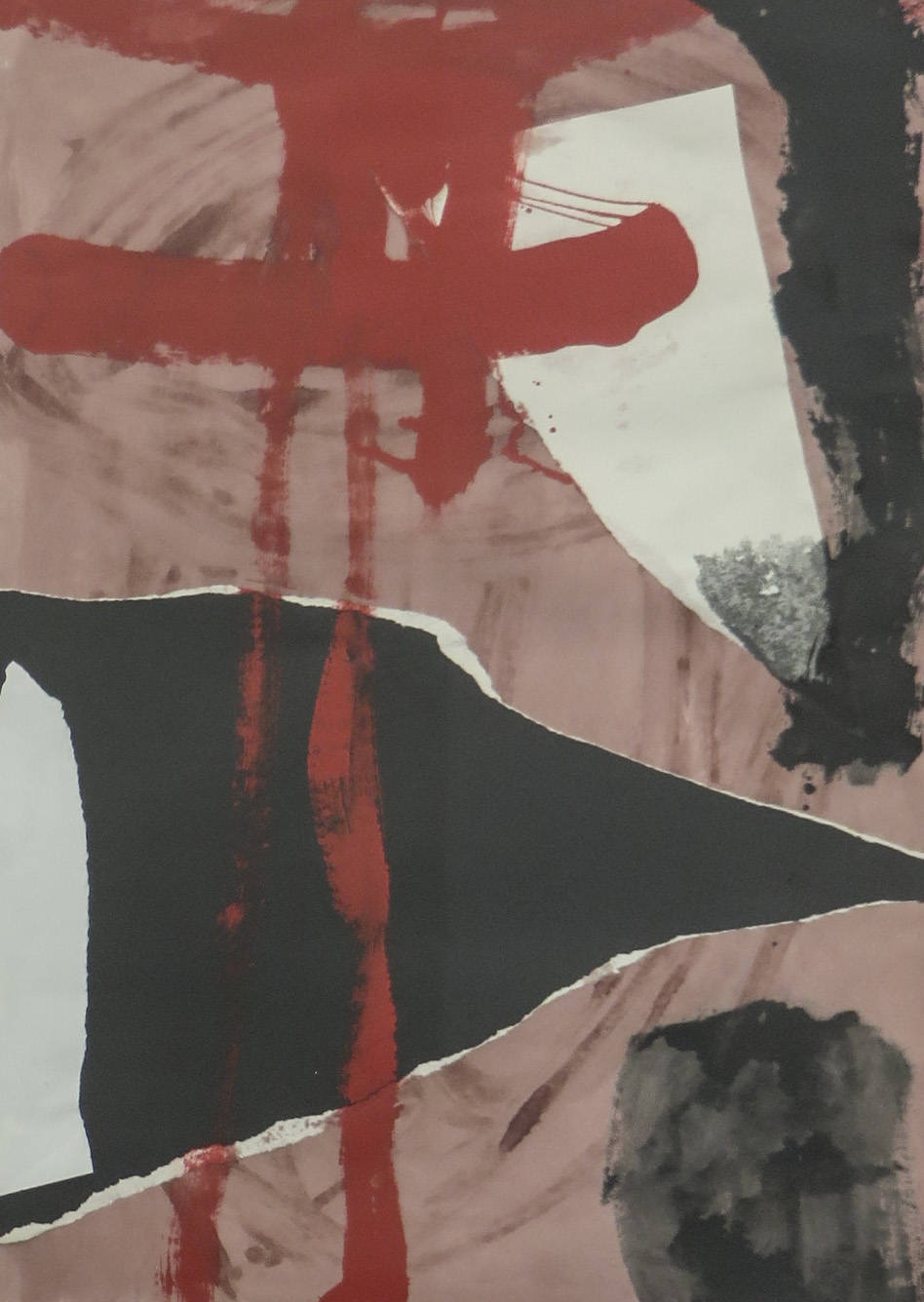
Bogota B2, Acryl auf Papier, 1990
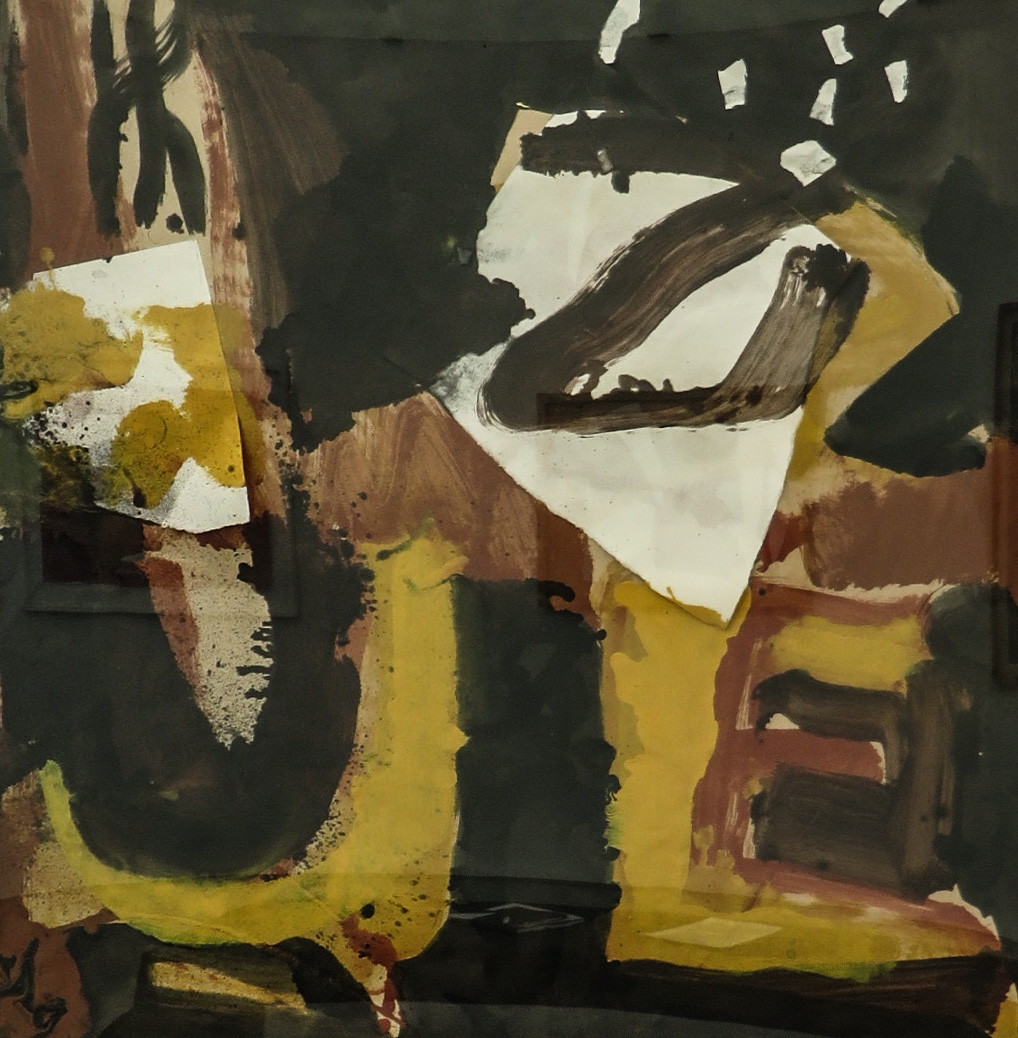
Collage Jaune Noir 2, Acryl auf Papier, 1991
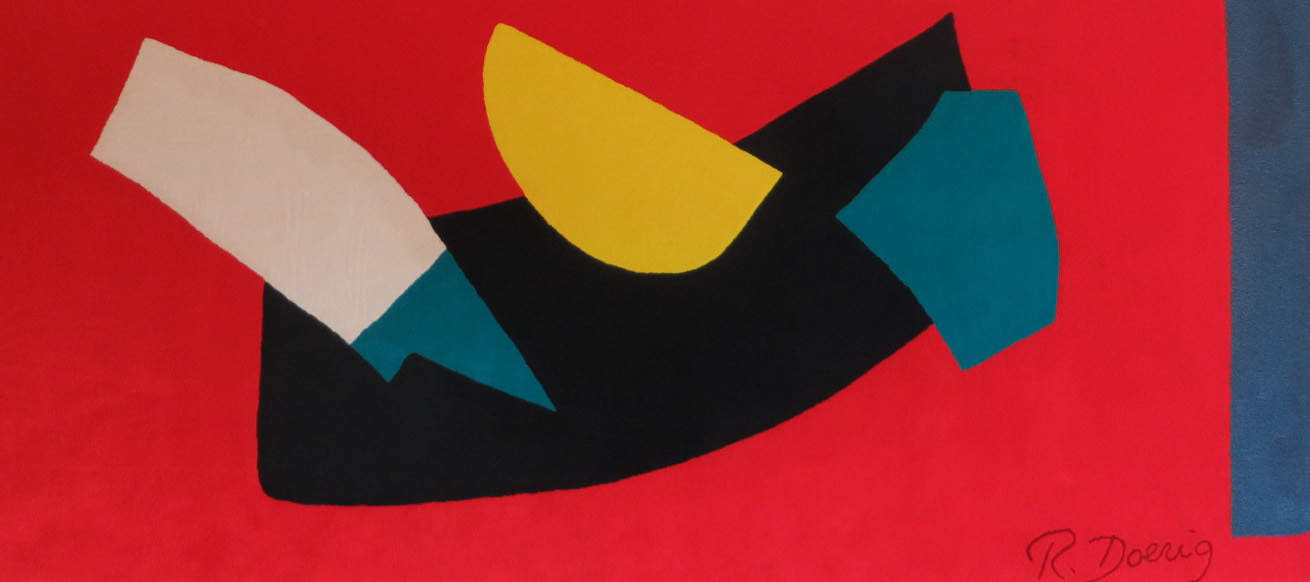
Wandteppich im Primarschulhaus Hofwiese, Appenzell AI
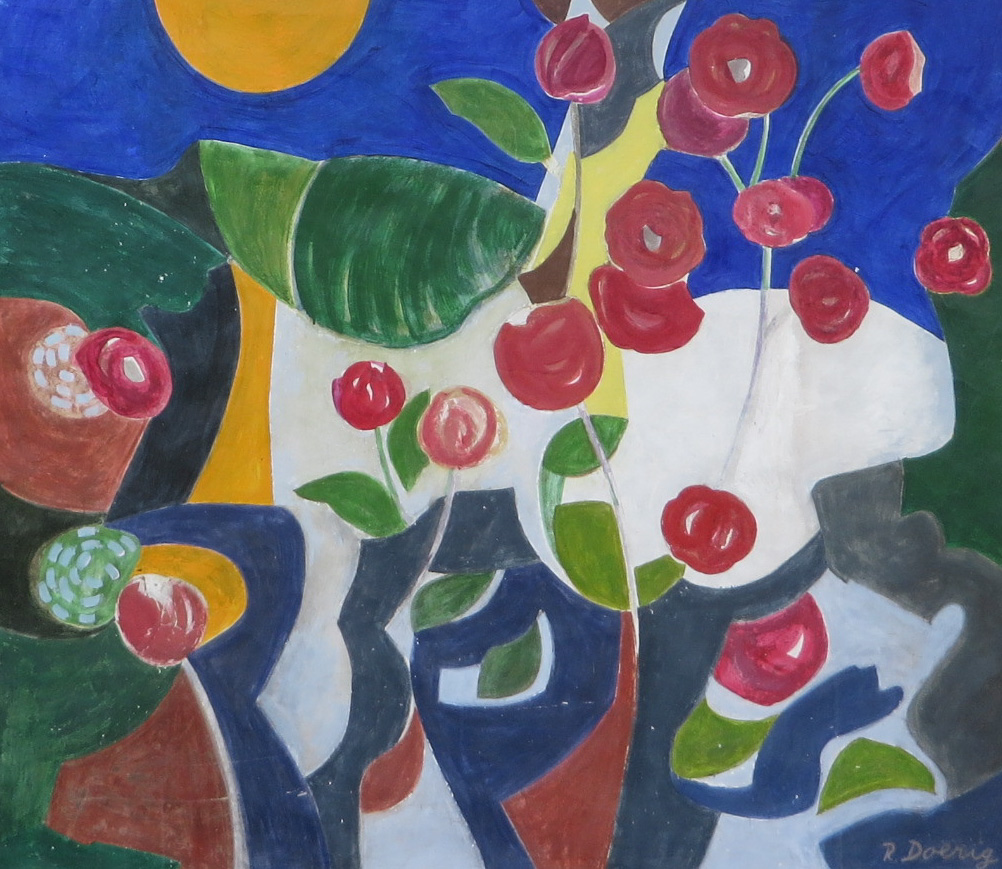
Fresko an der Aussenwand des Hauses Sonnhalde 24, Appenzell AI